# Nélée et Myrthis
Nélée et Myrthis est un acte de ballet composé par Jean-Philippe Rameau.
On ne connaît ni sa date de composition (très probablement après 1745), ni celles d'éventuelles représentations, ni le nom de l'auteur du livret. Cette œuvre était peut-être destinée à faire partie d'un opéra-ballet dont le titre aurait été Les Beaux Jours de l'Amour. En effet, cette indication est portée, comme c'est le cas pour Zéphyre, sur sa partition autographe qui fut redécouverte lors de la vente publique de la collection Farrenc en 1866. Mais, aucun opéra-ballet de ce nom n'est reporté par les sources de l'époque : peut-être est-il resté à l'état de projet.
L'intrigue joue, comme habituellement, sur les sentiments amoureux : Nélée aime Myrthis ; il est vainqueur aux jeux d'Argos et doit être couronné par sa bien-aimée. Mais celle-ci feint d'être indifférente. Par dépit, Nélée déclare qu'il aime une autre femme, qui n'est autre que Corinne, la confidente de Myrthis : stupeur de cette dernière. Bien sûr, le véritable Amour triomphera, et réunira les deux amants.
La première représentation attestée à l'époque moderne eut lieu le 22 novembre 1974 au Victoria State Opera de Melbourne (Australie).

## Discographie
- Nélée et Myrthis (avec Pygmalion) Les Arts Florissants, William Christie (Harmonia Mundi, 1992)

## Sources
- Philippe Beaussant (dir.), Rameau de A à Z, Paris, Fayard, mai 1983, 397 p. (ISBN 2-213-01277-6), p. 227
- (en) Cuthbert Girdlestone, Jean-Philippe Rameau : His life and work, New York, Dover Publications, coll. « Dover books on music, music history », 1969, 2e éd. (1re éd. 1957), 631 p. (ISBN 0-486-26200-6, lire en ligne), p. 470